# Mirosław Szymkowiak
Mirosław Szymkowiak (ur. 12 listopada 1976 w Poznaniu) – polski piłkarz grający na pozycji pomocnika.

## Kariera klubowa
30 grudnia 2006 ogłosił zakończenie piłkarskiej kariery, po czym zaczął próbować swoich sił jako komentator sportowy w Canal+. 10 sierpnia 2007 FIFA rozwiązała kontrakt Szymkowiaka z Trabzonsporem i stał się wolnym piłkarzem. Otrzymał oferty z kilku klubów Ekstraklasy – ale ostatecznie nie zdecydował się na wznowienie kariery.
Wznowił karierę w październiku 2014 podpisując kontrakt z Prądniczanką Kraków, w jej barwach wystąpił tylko w jednym meczu. W 2020 roku podpisał kontrakt z grającym w okręgówce w grupie Nowy Sącz II (Limanowa-Podhale) LKS Szaflary.

## Kariera reprezentacyjna
W pierwszej reprezentacji Polski wystąpił 33 razy, zdobywając 3 bramki. Ostatni raz pojawił się w kadrze w meczu eliminacyjnym do ME'2008 przegranym 1:3 z Finlandią.
Bramki w reprezentacji
| #  | Data             | Miejsce                                                          | Przeciwnik | Bramka | Rezultat | Rozgrywki            |
| -- | ---------------- | ---------------------------------------------------------------- | ---------- | ------ | -------- | -------------------- |
| 1. | 2 kwietnia 2003  | Miejski Stadion Sportowy "KSZO", Ostrowiec Świętokrzyski, Polska | San Marino | 1:0    | 5:0      | Eliminacje Euro 2004 |
| 2. | 6 września 2003  | Stadion Skonto, Ryga, Łotwa                                      | Łotwa      | 0:1    | 0:2      | Eliminacje Euro 2004 |
| 3. | 17 sierpnia 2005 | Stadion Dynamo, Kijów, Ukraina                                   | Izrael     | 1:0    | 3:2      | Towarzyski           |

## Osiągnięcia
Reprezentacja Polski U-16
- Mistrzostwo Europy U-16: 1993

Widzew Łódź
- Ekstraklasa: 1995-96, 1996-97
- Superpuchar Polski: 1997

Wisła Kraków
- Ekstraklasa: 2000-01, 2002-03, 2003-04, 2004-05
- Puchar Polski: 2001-02, 2002-03
- Puchar Ligi: 2000-01

## Życie prywatne
W czerwcu 2009 roku wraz z Markiem Koniecznym i Tomaszem Frankowskim założył w Krakowie Akademię Piłkarską 21 im. Henryka Reymana, w której jest trenerem.
Na co dzień zajmuje się branżą fryzjerską, obecnie posiada dwa salony piękności w Krakowie.